# Le Premier Pas (film, 1918)
Pour les articles homonymes, voir Le Premier Pas.
Pour plus de détails, voir Fiche technique et Distribution.
Le Premier Pas (The Shoes That Danced) est un film muet américain, réalisé par Frank Borzage, sorti en 1918.

## Synopsis
Rhoda Regan, une vendeuse, est amoureuse de « Harmony Lad », le leader d'un gang de rue new-yorkais appelé les « Hudson Dusters ». Après que deux meurtres sont commis au « Pepper Box », un cabaret local, Harmony Lad promet à sa fiancée inquiète qu'il va abandonner le gang pour une carrière de chanteur et, fidèle à sa promesse, il accepte un contrat pour passer sur la scène du Pepper Box.
Quand Stumpy Darcy, le nouveau chef des Dusters, tue Wedge Barker, le chef d'un gang rival, parce qu'il avait flirté avec Mamie Conlon, sa petite amie, Harmony Lad fuit au New Jersey pour échapper aux interrogatoires de la police. Pour brouiller les traces de son amant, Rhoda dance toute la nuit avec Stumpy, qui est venu à un bal masqué déguisé en Charlie Chaplin. Stumpy suit Rhoda chez elle, et la police, croyant qu'il s'agit d'Harmony Lad, l'arrête.
Mis hors de cause, Harmony Lad se marie avec Rhoda et commence une carrière prometteuse dans les spectacles de variétés.

## Fiche technique
- Titre original : The Shoes That Danced
- Titre français : Le Premier Pas
- Réalisation : Frank Borzage
- Scénario : Jack Cunningham, d'après la nouvelle éponyme de John A. Moroso
- Photographie : Pliny Horne
- Société de production : Triangle Film Corporation
- Société de distribution : Triangle Distributing Corporation
- Pays d’origine :  États-Unis
- Langue : anglais
- Format : Noir et blanc - 35 mm - 1,37:1 - Muet
- Genre : drame et film de gangsters
- Durée : 50 minutes (5 bobines)
- Date de sortie :
  - États-Unis : 3 mars 1918
- Licence : Domaine public

## Distribution
- Pauline Starke : Rhoda Regan
- Wallace MacDonald : Harmony Lad
- Dick Rosson : Stumpy Darcy
- Anna Dodge : Mme Regan
- Lydia Yeamans Titus : Mother Carey
- Anne Kroman : Mamie Conlon
- Edward Brady : Wedge Barker
- William Dyer : Hogan